# いまばり博士検定
いまばり博士検定（いまばりはかせけんてい）は、愛媛県今治市の産業･観光･歴史などの知識を検定するご当地検定である。2009年より実施されている。

## 試験概要
- 主催:今治商工会議所
- 受験コース
  - 初級コース
  - 中級コース
  - ジュニアコース
- 受験資格
  - 初級･中級:制限なし
  - ジュニア:小学生のみ
- 試験時間
  - 90分（初級･中級）
  - 60分（ジュニア）
- 設問数
  - 100問（初級･中級）
  - 50問（ジュニア）
- 出題形式:四者択一式
- 合格基準:100点満点中70点以上

## 公式テキスト
- 「いまばり博士」いまばり検定公式ガイドブック（今治商工会議所）